# Dragan Jelić
Dragan Jelić, slovenski nogometaš, * 27. februar 1986, Maribor.
Jelić je nekdanji profesionalni nogometaš, ki je igral na položaju napadalca. V svoji karieri je igral za slovenske klube Maribor, Mura 05 in Rudar Velenje, turški Çaykur Rizespor, ruski Krila Sovjetov, nemški Willem II, avstrijske Kapfenberger SV, ASK Voitsberg in SV Grallo, srbski Radnički Niš ter poljsko Chojniczanko Chojnice. Skupno je v prvi slovenski ligi odigral 219 tekem in dosegel 60 golov. Z Mariborom je osvojil naslov državnega prvaka v sezonah 2008/09 in 2011/12, slovenski pokal leta 2012 in SuperPokal leta 2009. Bil je tudi član slovenske reprezentance do 15, 18, 20 in 21 let.